# Bahía Wilhelmina

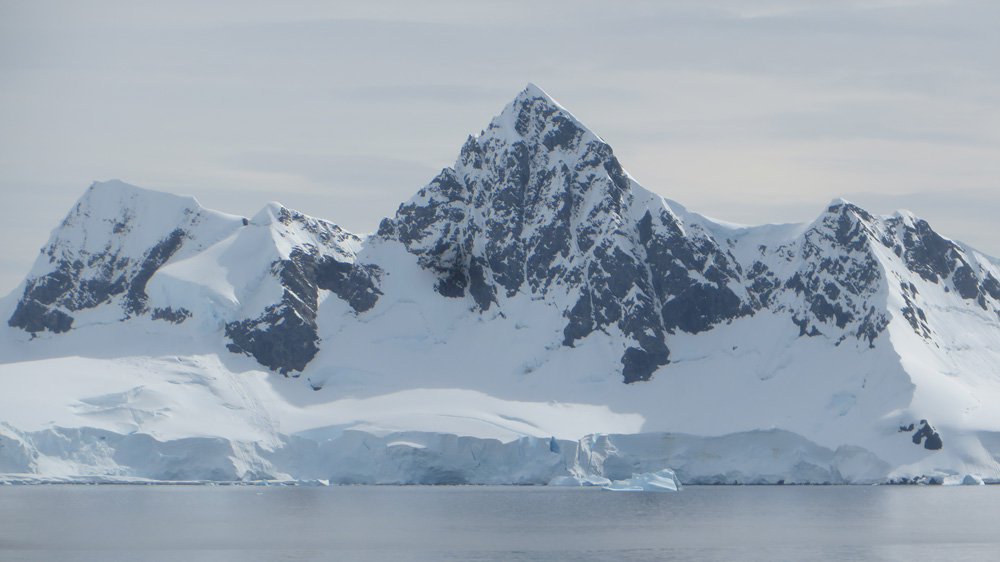
Vista de la bahía Wilhelmina

La bahía Wilhelmina o Guillermina es una bahía de la Antártida ubicada en la costa Danco de la península Antártica, al norte del círculo polar antártico y en el estrecho de Gerlache. Se extiende entre la punta Portal (64°30′S 61°46′O / -64.500, -61.767) de la península Reclus y el cabo Anna (o Ana, a 64°35′S 62°26′O / -64.583, -62.433) en la península Arctowski. En ella hay un grupo de islas, entre las cuales la más grande es la isla Nansen (o Nansen Sur). Otras menores son: Enterprise (Lientur o Nansen Norte), Bearing (o Dirección), Emma (o Ema), Brooklyn, Wyck, Delaite, Pythia (o Toneles), Pelseneer, Fleurus, Solstreif, Louise (o Luisa), y Thor.
Fue descubierta por la Expedición Antártica Belga (1897-1899) liderada por Adrien de Gerlache, que le dio nombre en honor de la reina Guillermina I de los Países Bajos (Wilhelmina).
Entre su fauna marina, destacan las ballenas y focas, que encuentran en este sitio un lugar con abundante alimentación.